# Cornel West

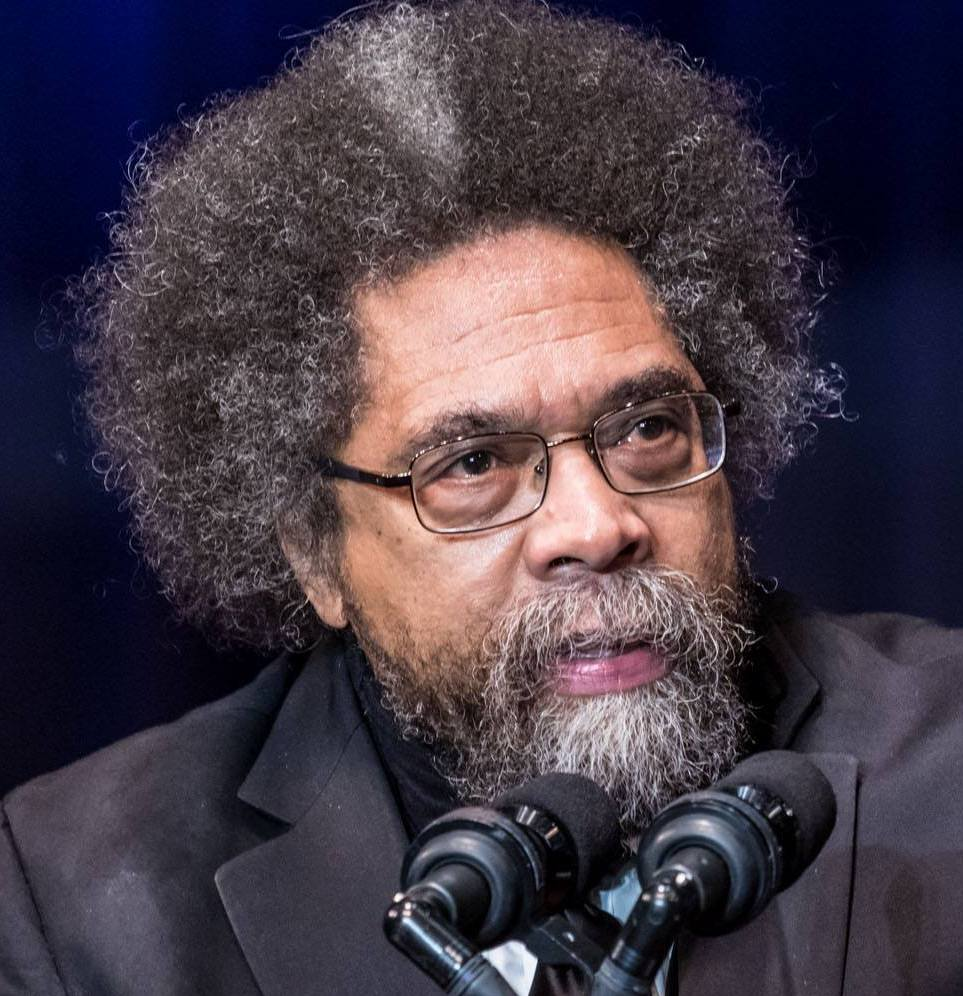
Cornel West, 2016

Cornel Ronald West (* 2. Juni 1953 in Tulsa, Oklahoma) ist ein US-amerikanischer Theologe und Philosoph. Er gilt als einer der führenden Intellektuellen afroamerikanischer Herkunft. Seit 2012 ist West Professor Emeritus für Theologie und afroamerikanische Studien an der Universität Princeton und seit 2017 Professor of the Practice of Public Philosophy an der Universität Harvard. West ist beeinflusst vom New Historicism, vom Pragmatismus, aber auch vom undogmatischen Marxismus und von baptistischer Theologie. West nahm als unabhängiger Kandidat an der Präsidentschaftswahl in den Vereinigten Staaten 2024 teil.

## Biographie
West, Enkel eines Predigers, wurde bereits als Jugendlicher von der amerikanischen Bürgerrechtsbewegung geistig und politisch inspiriert. Mit 17 Jahren schrieb er sich an der Universität Harvard ein, wo er unter anderem John Rawls hörte, später studierte er an der Universität Princeton, z. B. bei dem bekannten Neopragmatisten Richard Rorty und Sheldon Wolin. 1980 promovierte West mit einer Arbeit über ethische Aspekte des Marxismus.
Anschließend Assistenzprofessor für Theologie in New York, war er auch an der Universität Yale und an der Sorbonne tätig, bevor er wieder nach Princeton wechselte. Dort arbeitete er mit Toni Morrison, der Literatur-Nobelpreisträgerin, zusammen.
Seine Essaysammlung „Race Matters“ von 1993, unter anderem eine Analyse der Unruhen in Los Angeles nach dem Polizei-Skandal um Rodney King, geriet zu einem Bestseller. In der Folgezeit nahm er an Präsident Clintons „National Conversation on Race“ teil. Nach einem erneuten Wechsel der Universität wurde Cornel West 1998 in Harvard zum Universitätsprofessor ernannt. Hochschulinterne Auseinandersetzung über Wests außeruniversitäre Aktionen (z. B. spielte der Gelehrte Hip-Hop-Alben ein) führten Cornel West 2002 schließlich wieder an die Princeton-Universität. 2004 engagierte er sich für den Politiker Al Sharpton. Im Jahr 2007 arbeitete West mit dem Musiker Prince zusammen und nahm mit ihm eine neue Version von dessen Song Dear Mr. Man auf, den Prince ursprünglich auf seinem Album Musicology im Jahr 2004 veröffentlicht hatte.
West erhielt u. a. den American Book Award. Er ist Ehrenvorsitzender der Democratic Socialists of America. 1997 wurde er in die American Philosophical Society und 1999 in die American Academy of Arts and Sciences gewählt.

## Selbstverständnis und politische Positionen
Ein zentrales Fundament für das Denken von Cornel West ist der christliche Glaube. Er sieht sich selbst „als revolutionären Christen im Tolstoi-Modus, der Tag für Tag mit seinem Glauben ringt“. Cornel West kann, teilweise auch gedeckt durch Selbstaussagen, als „organischer Intellektueller“ im Sinne Gramscis verstanden werden. Als inspirierendes Vorbild nennt West u. a. Martin Luther King jr. Rein akademische Tätigkeit allein ist daher nicht Sache dieses Gelehrten. Die ihm manchmal von Kritikern angekreideten campusfernen Aktivitäten (West wirkte z. B. an Matrix Reloaded und Matrix Revolutions mit), seine mit Bemerkungen zur schwarzen Populärkultur und zu aktuellen politischen Entwicklungen angereicherten gelehrten Essays gehören zu Wests Selbstverständnis als engagierter und Partei nehmender „Kulturarbeiter“. Er kritisiert dabei nicht nur Rassismus in der weißen Mehrheitsgesellschaft, sondern beispielsweise auch den Konsumismus und die Entsolidarisierungstendenzen in der schwarzen Mittelschicht sowie die Schwächen der afroamerikanischen Eliten. Cornel West unterstützte Bernie Sanders im Kampf um die Präsidentschaftskandidatur der Demokraten 2016, und nach der Nominierung von Hillary Clinton unterstützte er die Kandidatin der Green Party Jill Stein.
Im Jahr 2017 führten Cornel West und Ta-Nehisi Coates, die beide zunächst Unterstützer der Präsidentschaft von Barack Obama waren, einen öffentlichen Streit darüber, ob die Leistungen Obamas nach acht Jahren im Amt lobenswert seien.
In einem Interview vom Dezember 2016 bezeichnete er Präsident Donald Trump als Gesicht der US-amerikanischen Spielart des Neofaschismus, nachdem dieser kurz zuvor den ehemaligen Goldman Sachs Manager und Hedgefonds-Manager Steven Mnuchin als Finanzminister und den Hedgefonds-Manager und Milliardär Wilbur Ross als Handelsminister nominiert, im Wahlkampf aber noch gegen Goldman Sachs und andere Banken und Finanzinvestoren polemisiert hatte, vor denen er die Wähler wie Robin Hood schützen wolle. Zudem hatte er gegen den Präsidentschaftskandidaten Ted Cruz polemisiert, da dieser nach Trump eine Marionette von Goldman Sachs sei. Als Merkmale des neuen Neofaschismus machte West aus: Vorgehen gegen ungeschützte Minderheiten wie mexikanische Einwanderer, weltweiter Militarismus, Ausbau des Überwachungsstaats und der staatlichen Repression und dass er trotz seiner zur Schau getragenen Verbindung zur Arbeiterklasse weiter die Herrschaft des Big Business und des obersten einen Prozent zementiere. Nach der neoliberalen Ära, die in Trumps Vorgänger Obama kulminierte, den West ebenfalls als Fortsetzer einer die staatsbürgerlichen Rechte missbrauchenden Politik der nationalen Sicherheit und der Überwachung kritisierte, habe mit Trump nun ein Präsident, der narzisstisch und psychologisch außer Kontrolle sei, die neofaschistische Ära eingeleitet. Zu seiner Unterstützung habe er sich „die am weitesten rechts stehenden, reaktionären Zeloten“ ausgesucht, was zu „willkürlichem Abbau des Rechtsstaats“ führe, was die Definition von Neofaschismus sei, und „die Interessen großer Unternehmen und Banken verfolge und jene verfolge, die zu Außenseitern in der Hautfarbe gestempelt würden, Frauen, Juden, Araber, Muslime, Mexikaner und so weiter und so weiter“. Dies sei, so West, „einer der angsteinflößendsten Momente in der Geschichte dieses sehr fragilen Imperiums und dieser fragilen Republik“.

## Rezeption
Deutsche Philosophen rezipieren Cornel Wests Philosophie vor allem unter dem Begriff eines „prophetischen Pragmatismus“. Dabei wird seine Philosophie nicht einfach übernommen, sondern konkret auf westeuropäische Gegenwartsprobleme angewandt. Der Politik-Philosoph Jürgen Manemann nutzt Cornel Wests Philosophie, um die neue politische Theologie als eine Theologie der Hoffnung fortzuentwickeln.

## Zitate
„Wir befinden uns mitten in einer Auseinandersetzung, einem kulturellen Schlagabtausch. Es hat mit der Tatsache zu tun, dass das Erbe der 60er Jahre Konservative und Reaktionäre in die Defensive getrieben hat.“

„The humanity of black people does not rest on deifying or demonizing others.“

„Wir können zugleich intellektuell und spirituell sein. Politisch und privat. Existenziell und ökonomisch. Aber im Zentrum soll die radikale Demokratie stehen und mit ihr das Augenmerk auf die Armen und Arbeitenden aller Hautfarben, sexuellen Orientierungen, Herkünfte und so weiter.“

## Ausgewählte Werke
- Black Theology and Marxist Thought (1979)
- Prophesy Deliverance! An Afro-American Revolutionary Christianity (1982)
- Prophetic Fragments (1988)
- The American Evasion of Philosophy: A Genealogy of Pragmatism (1989)
- Breaking Bread: Insurgent Black Intellectual Life (mit bell hooks, 1991)
- The Ethical Dimensions of Marxist Thought (1991)
- Beyond Eurocentrism and Multiculturalism (1993)
- Race Matters (1993)
- Keeping Faith: Philosophy and Race in America (1994)
- Jews and Blacks: A Dialogue on Race, Religion, and Culture in America (mit Michael Lerner, 1995)
- Future of the Race (mit Henry Louis Gates, Jr., 1996)
- The War Against Parents: What We Can Do For America's Beleaguered Moms and Dads (mit Sylvia Ann Hewlett, 1998)
- The Future of American Progressivism (mit Roberto Unger 1998)
- The African-American Century: How Black Americans Have Shaped Our Century (mit Henry Louis Gates, Jr., 2000)
- Cornel West: A Critical Reader (Herausgeber: George Yancy 2001)
- Democracy Matters: Winning the Fight Against Imperialism (2004)
- Cornel West & BMWMB: Never Forget: A Journey of Revelations (2007)
- Kommentar zu The Matrix, Matrix Reloaded und Matrix Revolutions (mit Ken Wilber, 2004)